# Grossa
Grossa (korsisch A Grossa) ist eine französische Gemeinde auf der Mittelmeerinsel Korsika. Sie gehört zum Département Corse-du-Sud, zum Arrondissement Sartène und zum Kanton Sartenais-Valinco. Die Bewohner nennen sich Grossitains und Grossitaines.
Der Dorfkern liegt auf 325 Metern über dem Meeresspiegel. Nachbargemeinden sind Propriano im Norden, Bilia im Osten, Sartène im Süden und Belvédère-Campomoro im Westen.

## Bevölkerungsentwicklung
| Jahr      | 1962 | 1968 | 1975 | 1982 | 1990 | 1999 | 2008 | 2017 |
| --------- | ---- | ---- | ---- | ---- | ---- | ---- | ---- | ---- |
| Einwohner | 80   | 78   | 72   | 58   | 44   | 38   | 54   | 43   |

## Sehenswürdigkeiten
- Menhir von Vaccil-Vecchiu aus der Bronzezeit, seit 1862 als Monument historique klassifiziert
- Ehemalige Kirche San Giovanni Battista aus dem 12. Jahrhundert, seit 1977 als Monument historique klassifiziert
- Kirche Notre-Dame-de-la-Nativité
- Burgruine aus dem 13. Jahrhundert

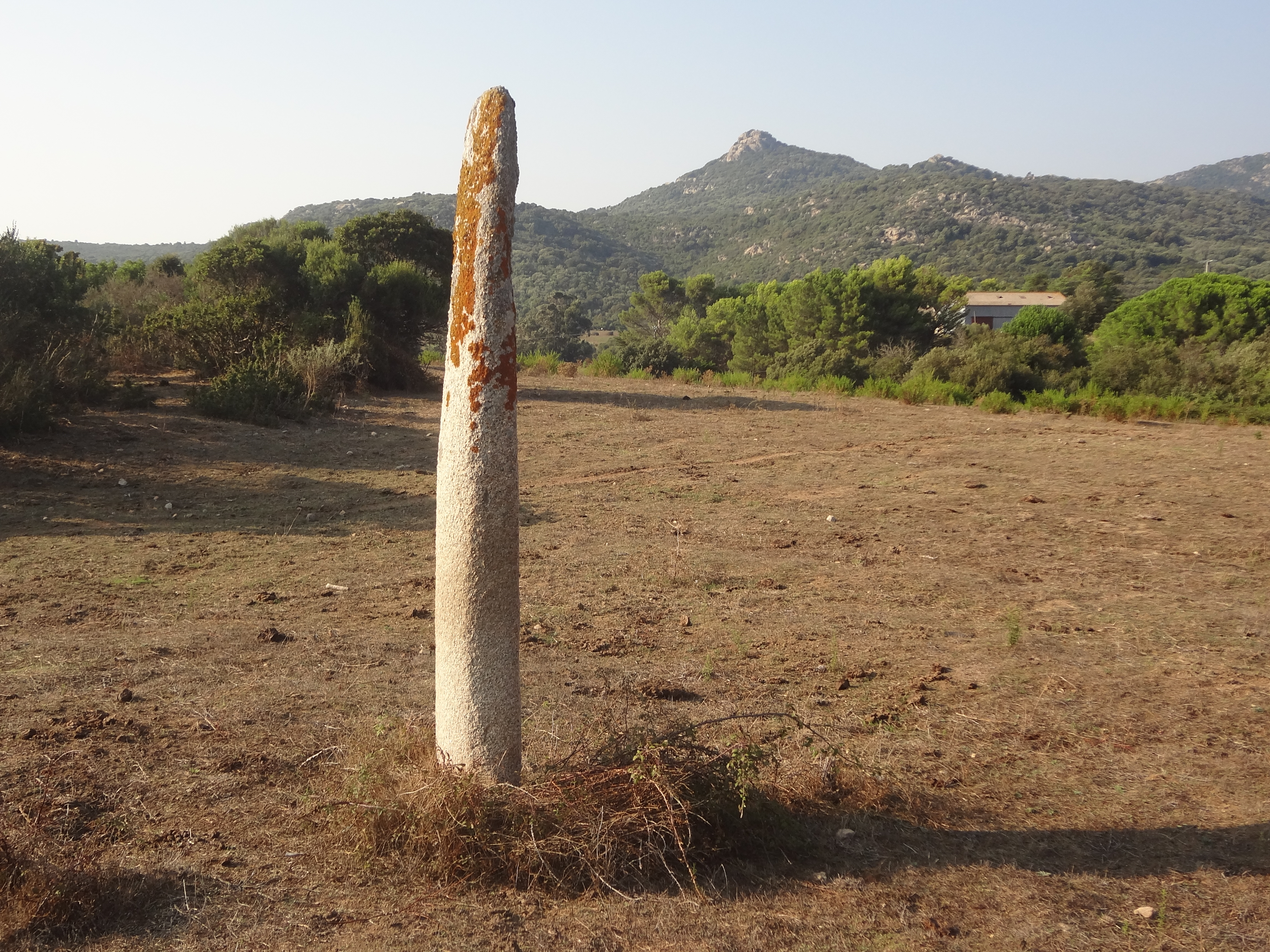
Menhir Vaccil-Vecchio
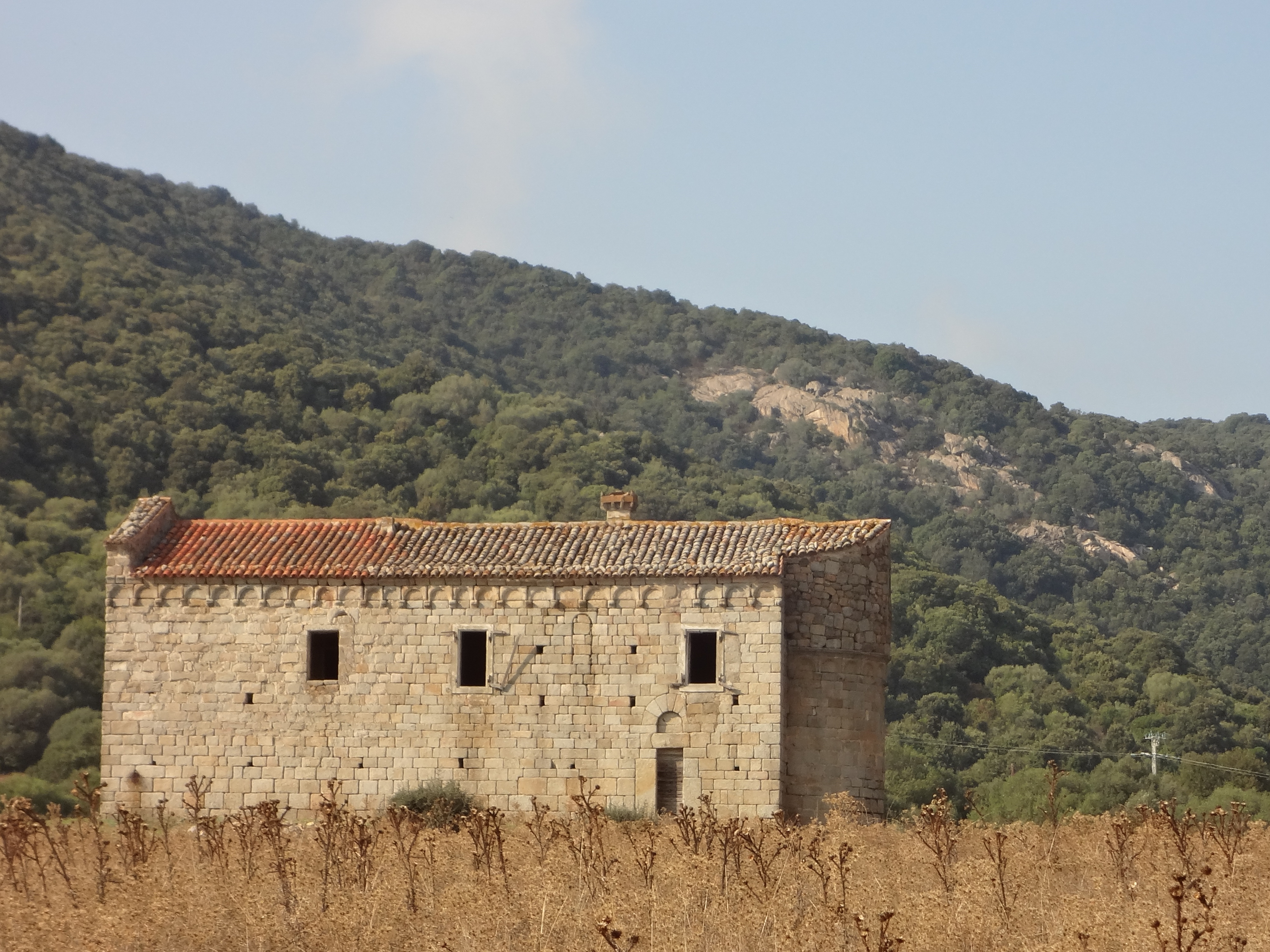
Kirche San Giovanni Battista
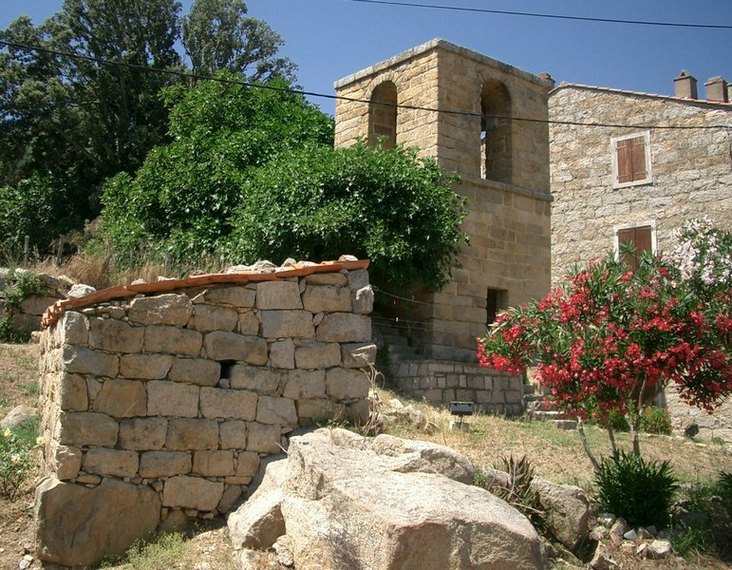
Kirche Notre-Dame-de-la-Nativité